# Cyclops mongoliensis
Cyclops mongoliensis – gatunek widłonoga z rodziny Cyclopidae, nazwa naukowa gatunku została po raz pierwszy opublikowana w 1992 roku przez niemieckiego zoologa Ulricha Einsle. 